# Gardnerville Ranchos
Gardnerville Ranchos è un census-designated place (CDP) degli Stati Uniti, situato nella Contea di Douglas nello stato del Nevada. Nel censimento del 2000 la popolazione era di 11.054 abitanti.

## Geografia fisica
Secondo i rilevamenti dell'United States Census Bureau, la località di Gardnerville Ranchos si estende su una superficie di 38,2 km², tutti occupati da terre.

## Popolazione
Secondo il censimento del 2000, a Gardnerville Ranchos vivevano 11.054 persone, ed erano presenti 3.146 gruppi familiari. La densità di popolazione era di 289,6 ab./km². Nel territorio comunale si trovavano 4.123 unità edificate. Per quanto riguarda la composizione etnica degli abitanti, il 91,74% era bianco, lo 0,27% era afroamericano, il 2,18% era nativo, l'1,00% era asiatico e lo 0,13% proveniva dall'Oceano Pacifico. Il 2,08% della popolazione apparteneva ad altre razze e il 2,60% a più di una. La popolazione di ogni razza ispanica corrispondeva al 7,51% degli abitanti.
Per quanto riguarda la suddivisione della popolazione in fasce d'età, il 29,6% era al di sotto dei 18, il 6,0% fra i 18 e i 24, il 29,0% fra i 25 e i 44, il 23,5% fra i 45 e i 64, mentre infine l'11,9% era al di sopra dei 65 anni di età. L'età media della popolazione era di 37 anni. Per ogni 100 donne residenti vivevano 99,8 maschi.